# Luca Galletti
Luca Galletti (Lugo, 14 settembre 1980) è un velocista italiano, specializzato nei 400 metri piani e finalista con la staffetta 4x400 m agli europei di Barcellona 2010.

## Biografia
Fa parte della società dei Carabinieri. Il suo primato è di 46"30 ottenuto a Nuoro il 14 luglio 2004, quello stagionale 2010 è di 46"69 ottenuto a Firenze il 5 giugno 2010.
A livello individuale, agli assoluti 2010 è arrivato secondo con 46"72 (Grosseto, 1º luglio). Ma i migliori risultati, in campo internazionale, li ha ottenuti con la staffetta 4x400 m, finalista ai Campionati europei 2010 e 4º in Coppa Europa a Firenze nel 2005, allorché con 3'01"96 la squadra italiana stabilì la 8ª prestazione italiana di tutti i tempi .

## Palmarès
| Anno | Manifestazione | Sede       | Evento  | Risultato | Prestazione | Note  |
| ---- | -------------- | ---------- | ------- | --------- | ----------- | ----- |
| 2006 | Coppa Europa   | Malaga     | 4x400 m | Bronzo    | 3'04"27     | [ 2 ] |
| 2010 | Europei        | Barcellona | 4x400 m | 8º        | 3'04"20     |       |

## Campionati nazionali
2006
- Oro ai campionati italiani assoluti, staffetta 4x400 m - 3'12"53

2007
- Oro ai campionati italiani assoluti, staffetta 4x400 m - 3'11"91

2008
- Oro ai campionati italiani assoluti, 400 m piani - 46"93
- Oro ai campionati italiani assoluti, staffetta 4x400 m - 3'09"71
- Argento ai campionati italiani assoluti indoor, staffetta 4x1 giro - 1'28"02

2010
- Argento ai campionati italiani assoluti, 400 m piani - 46"72
- Oro ai campionati italiani assoluti, staffetta 4x400 m - 3'11"35

2013
- Argento ai campionati italiani assoluti, staffetta 4x400 m - 3'11"35